# Ионин, Борис Иосифович
Борис Иосифович Ионин (1935 — 2013) — российский химик, заслуженный деятель науки РФ.

## Биография
Окончил Ленинградский технологический институт им. Ленсовета (1956).
В 1956—1960 инженер технологического отдела Государственного проектного института ГИПИ-4, начальник смены завода «Фармакон», младший научный сотрудник предприятия п/я 283 (Ленинград).
С 1960 года аспирант, ассистент, младший научный сотрудник, старший научный сотрудник, профессор (1975) кафедры органической химии Ленинградского технологического института им. Ленсовета.
Кандидат (1962), доктор (1972) химических наук.
Автор научных исследований в области химии фосфорорганических соединений, применения методов спектроскопии ядерного магнитного резонанса в органической химии.
Автор монографии «ЯМР-спектроскопия в органической химии» (1968), которая в 1970 году была издана в США на английском языке.
Заслуженный деятель науки Российской Федерации.